# 惡靈電梯
《惡靈電梯》（英語：Devil）是一部2010年美國恐怖驚悚片。由奈·沙馬蘭監製和提供故事，約翰·艾瑞克·道鐸執導。該電影場景圍繞在電梯及其監視機房，而故事人物主軸則圍繞在電梯內五位乘客。《惡靈電梯》於2010年9月17日上映。評論家讚嘆電影的氣氛與演技，但批評了劇情前期短暫令人感到無趣的時間和後期劇情錯亂混雜的故事。

## 劇情
故事主要敘述在大樓中的電梯故障導致五個人同時受困在裡頭動彈不得，密室空間的擁擠與恐懼讓他們無法喘息，驚疑與恐慌的張力逐漸在各懷鬼胎的五人之中瀰漫，在尋找脫逃出口的同時，他們也懷疑惡魔就存在彼此之中…

## 演員
- 克里斯·梅希納 飾 偵探博登（Detective Bowden）
- 羅根·馬歇爾-格林 飾 技師 安東尼「東尼」傑尼考斯基（Anthony "Tony" Janekowski）
- 珍妮·歐哈拉 飾 老女人 珍妮·考斯基（Jane Kowski）
- 寶珍娜·諾娃柯維克飾 年輕的女子 莎拉·凱爾維（Sarah Caraway）
- 博金·伍德賓 飾 代班警衛 班·拉爾森（Ben Larson）
- 傑弗利·阿蘭德 飾 推銷員 文斯·麥考米克（Vince McCormick）
- 雅各布·韋加斯 飾 拉米瑞茲（Ramirez）
- 密特·克雷文 飾 勒斯蒂格 （Lustig）

## 製作
2008年10月，奈·沙馬蘭和Media Rights Capital宣布《惡靈電梯》將由道鐸兄弟擔任執導，布萊恩·尼爾森擔任編劇。
本片於2009年10月26日在多倫多開拍，約翰·艾瑞克·道鐸擔任導演，德魯·道鐸擔任執行製片人。幾個月後，這部電影在洛杉磯和費城進行了額外的拍攝。

## 未製作的續集
《惡靈電梯》原本打算成為《闇夜怪談三部曲》中的第一部，故事涉及現代城市社會中的超自然現象。2010年6月，沙馬蘭宣布了第二部電影名為《十二個陌生人》，後改為《輪迴》，這部電影敘述陪審團討論如何處理、解決超自然現象案件的故事，由克里斯·斯帕林編寫劇本、丹尼爾·史坦姆執導。沙馬蘭還證實，目前未命名的第三部故事將取自《驚心動魄》原本已棄案的續集。截止至2020年，目前的兩部續集都沒有製作，不過原本未使用這個棄案卻成為《驚心動魄》的續集《分裂》的基礎。

## 外部連結
- 官方网站
- AllMovie上《惡靈電梯》的资料（英文）
- 互联网电影数据库（IMDb）上《惡靈電梯》的资料（英文）
- Metacritic上《惡靈電梯》的資料（英文）